# 長崎市指定文化財一覧
長崎市指定文化財一覧（ながさきししていぶんかざいいちらん）は、長崎県長崎市指定の文化財を一覧化したものである。

## 有形文化財

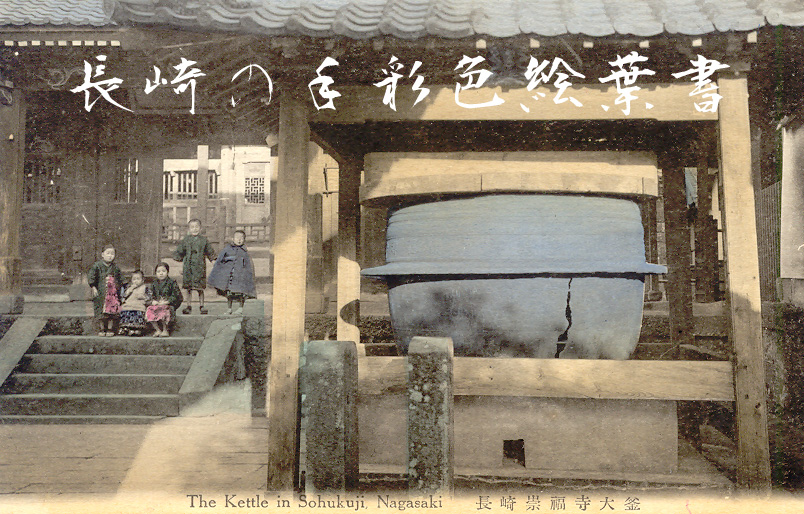
長崎崇福寺大釜（明治から大正）、手彩色絵葉書

- 茂木道無縁塔
- 東山手洋風住宅群(7棟)
- 清水寺の梵鐘
- 崇福寺大釜長崎崇福寺大釜（明治から大正）、手彩色絵葉書
- 即非禅師書火化の偈
- 即非禅師書規条六則
- 即非禅師書落成の偈
- 非禅師書中天紅日麗
- 崇福寺蔵　仏舎利塔並びに舎利殿
- 発心寺の梵鐘
- 晧台寺の梵鐘
- 古川町天満宮の鳥居
- 興福寺の瑠璃燈
- 黄檗開祖国師三幅対
- 魚の町の傘鉾飾
- 桶屋町傘鉾飾及び十二支刺繍
- 諏訪町傘鉾垂及び下絵
- 中島川石橋群(4橋)
- 黄檗三禅師次韻
- 聖福寺の梵鐘
- 聖福寺惜字亭
- 聖福寺石門
- 木庵禅師書　三幅対
- 即非禅師書　雲連分紫山
- 喜多元規筆　東瀾和尚法像
- 喜多元規筆　慈岳和尚法像
- 古橋（中川橋）
- 春徳寺の梵鐘
- 本河内宝篋印塔
- 青銅塔
- 一の瀬無縁塔
- 本河内高部貯水池内石橋
- 円成寺の梵鐘
- 末次船絵馬
- 式見乙宮神社の絵馬
- 深堀神社の鳥居（旧幸天宮石神門）
- 渡鳥塚（句碑）
- 福建会館（正門・天后堂）
- 万屋町傘鉾垂一式

## 有形民俗文化財
- 戸石の六地蔵塔
- 現川焼関係瀬古の石祠石仏
- 仁田尾供養塔残欠群

## 無形民俗文化財
- 竹ン芸
- 長崎しゃぎり
- 中尾獅子浮立と唐子踊
- 平山の大名行列
- 北浦の俵かたげ及び獅子踊
- 飯香裏地蔵まつり飾りそうめん
- 太田尾地蔵まつり飾りそうめん
- 滑石竜踊

## 史跡
- 旧唐人屋敷内土神堂・天后堂・観音堂
- 中の茶屋
- 本木昌造の墓
- 即老和尚闍維處
- 崇福寺三塔
- 唐僧玉岡の墓
- 松平図書頭墓地
- 荒木宗太郎墓地
- 阿蘭陀通詞中山家墓地
- 唐通事林・官梅家墓地
- 高島家墓地
- 後藤家墓地
- 西川如見の墓
- 興福寺の唐僧墓地
- 福済寺の唐僧墓地
- 福済寺の唐通事潁川（陳）家墓地
- 高木家墓地
- 一の瀬口
- 東望山砲台跡
- 唐人墓地祭場所石壇
- 浦上村渕庄屋志賀家墓地
- 深堀鍋島家墓地
- 五官の墓
- 潜伏時代のキリシタン墓碑
- 晧臺寺の向井家墓地
- 阿蘭陀通詞加福家墓地
- グラバーの墓

## 天然記念物
- 大音寺のクロガネモチ
- 大音寺のイチョウ
- 松森神社のクスノキ群
- 観善寺の大クス
- 西山神社の寒桜
- 網場天満神社の社叢
- 矢上八幡神社の大クス
- 野島樹叢
- 深堀陣屋跡のアコウ
- 太田尾の大クス
- 宮摺山ン神の社叢
- 竈神社の大クス
- 山王神社の大クス
- 岩屋神社のスギ群
- 滑石大神宮社叢
- 式見のエノキ
- 長崎公園のトックリノキ